# Loaf Island
Loaf Island ist eine kleine Insel der Near Islands, einer Inselgruppe im äußersten Westen der Aleuten, Alaska. Loaf Island liegt in der Massacre Bay auf der Südostseite von Attu. Sie liegt nur rund 25 Meter östlich des Barbara Point, der die Navy Cove im Norden von der Pyramid Cove im Süden trennt. Sie ist 680 Meter lang, maximal 315 Meter breit und misst rund 15 Hektar in der Fläche. Sie wurde während der Besetzung von Attu im Zweiten Weltkrieg durch die US Army benannt.